# Litra ME
Litra ME er DSB's fjerde generation af diesel-elektriske lokomotiver, og den første danske generation af denne type til at anvende asynkrone banemotorer. Lokomotiverne har en starttrækkraft på 360 kN.

Lokomotivet vil udgå af DSBs daglige drift fra K22 når den træder i kraft december 2021, blandt andet på grund af alder, manglende reservedele og det ikke ombygges til fjernbanens nye signalsystem ERTMS.

## Historie
I midten af 1970'erne nedsatte DSB en række såkaldte APO-grupper (Anlægs Projekt Organisation), et nyt koncept til at udvikle fremtidens materiel. Der nedsattes fire APO'er, henholdsvis med ansvar for el-traktion (der mundede ud i litra EA), lyntog (som mundede i ud i to prototypelyntog, som dog ikke fik nogen succes, men blev en kraftig inspiration til IC3), S-tog (som mundede ud i to prototyper, ingen af dem blev en succes, men den ene endte med at blive inspiration til 3. generations-S-togene), og dieseltraktion, som mundede ud i litra ME.
DSB havde på dette tidspunkt brug for flere dieselelektriske lokomotiver med samme ydelse som litra MZ (3300HK). Da man på dette tidspunkt var blevet uvenner med NOHAB, som havde leveret alle hidtidige lokomotiver af denne type, valgte man i APO dieseltraktion at søge efter en anden leverandør. Valget faldt på tyske Henschel, som på dette tidspunkt havde udviklet det første dieselelektriske lokomotiv med asynkrone banemotorer, benævnt DE2500. Da denne type lokomotiv havde vist stort potentiale, indledte man forhandlinger om udvikling af en tilpasset type til DSB. DSB havde en række punkter man ønskede ændret. For det første skulle dieselmotoren udskiftes til den (hos DSB) velkendte EMD-motor fra GM (af type 645E3B) med 3300HK (mod DE2500's MTU med 2500HK). For det andet skulle vognkassen ændres til DSB's eget design (som deles med litra EA og prototypelyntogene). Sidst, men ikke mindst, skulle lokomotivet udstyres med det danske ITC til fjernstyring af lokomotivet (ITC var en konkurrent til det tyske ZWS). ME's "søster", litra EA, blev leveret med ZWS, og nogle litra ME fik det, da DSB lejede dobbeltdækkerne, som var beregnet på dette.
De første lokomotiver blev efter en mindre forsinkelse leveret og sat i drift i 1981. Frem til 1997 kørte lokomotiverne udelukkende øst for Storebælt. ME 1509 og ME 1511 blev efter et rangeruheld i Kalundborg den 27. juni 2000 som de eneste forsøgsvis lakeret helrøde. ME 1518-1537 blev i 2002/2003 lakeret blå og fik samtidig ZWS-anlæg, så de kunne køre med de lejede dobbeltdækkervogne. Den 30. november 2005 brændte ME 1510 på Høje Tåstrup station, i marts 2006 blev lokomotivet udrangeret og brugt som reservedele til de øvrige lokomotiver. Resten af ME'erne er blevet iklædt blåt folie. Den første, som fik dette, var ME 1512, der kom i drift den 2. februar 2006. Siden er alle de andre rød/sorte og helrøde blevet beklædt med blåt folie. Ti år senere, i efteråret 2016 begyndte DSB at lakere ME'erne helrøde, om lidt forskelligt fra det tidligere forsøg.
Svenske Nordic Re-Finance har købt ME'er af DSB og udlejet tre af dem til DB Cargo som TME'er. De er udsmykket med motiver fra H.C. Andersens eventyr: De vilde Svaner, Den lille Havfrue og Snedronningen.

## Kritik
ME-lokomotivernes rolle som trækkraft i regionaltog stod til at skulle overtages af IC3-togtypen op gennem '00'erne. Dette skulle ske ved at frigøre IC3 fra intercitytrafikken med IC4-togenes leveringer. IC4-sagen har imidlertid trukket denne om-rokering af materiellet i langdrag, hvilket, til trods for lokomotivernes relativt høje alder, den sparsomme vedligeholdelse og de hårde driftsbetingelser med mange starter og stop med tunge vogne, har fastholdt ME-lokomotiverne i deres vigtige rolle i regionaltogstrafikken. Lokomotivernes totaktede dieselmotor har dog vist sig at være kilde til stor forurening af nærområderne med sundhedsskadelige partikler, specielt i de tætbebyggede områder i København, navnlig omkring Nørreport Station. Lokomotiverne kan ikke umiddelbart udskiftes med et miljømæssigt bedre alternativ, dels fordi personvognene er afhængige af et lokomotiv, dels fordi regionalbanenettet ikke er fuldt ud elektrificeret, hvilket ville muliggøre drift med elektriske lokomotiver.
I 2010 blev 20 af de 33 lokomotiver udstyret med et emissionskit, som havde til formål at fjerne sort røg, diesellugt og 30 % af nitrogenoxiderne fra udstødningen. Forventningen var dengang at det ikke ville være nødvendigt at montere emissionskittet på de sidste 13 lokomotiver, da de forventedes udrangeret inden for kort tid. I 2013 fik de sidste 13 dog også monteret emissionkittet i erkendelse af at der stadig ville være behov for dem i nogle år. Da emissionskittene ikke fjerner de ultrafine dieselpartikler, som er dem der har skabt størst kritik, har DSB forsøgsmæssigt fra november 2013 udstyret ét lokomotiv med en katalysator.
Det har også været et problem med at lokomotivernes skorsten er lavere end luftindsugningen på de dobbeltdækkervogne som lokomotiverne trækker i regionaltrafikken. DSB har haft undersøgt mulighederne for en forhøjelse af skorstenen uden dog at finde en egnet løsning. Derudover har DSB i løbet af 2013 udskiftet indsugningsfiltrene i dobbeltdækkervognene. De nye filtre skulle kunne reducere de skadelige dieselpartikler inde i vognene med 40 %.

## Galleri
- DSB ME 1532 i det oprindelige rød/sorte design.
- DSB ME 1530 i det blå design.
- DSB ME 1521 i det nye røde design.